# Mascletada
Una mascletada (col·loquialment al País Valencià, mascletà) és una composició molt sorollosa i rítmica de masclets, a terra (penjats de cordells) o enlairats mitjançant canons, que es dispara amb motius festius, en places i carrers, generalment durant el dia. És típica del País Valencià, i encara que provinent del món faller s'ha estés a altres festes.
En contraposició amb els (castells) de focs d'artifici, les mascletades tenen com a objectiu estimular el cos a través dels sorolls forts i rítmics (per a alguns fins i tot musicals) dels masclets.
Els dies previs de falles, de l'1 al 19 de març es disparen a la plaça de l'Ajuntament de València a les 14 h. Per tant, la majoria de les mascletades se celebren en dies laborables, i la mascletada és l'excusa perfecta per l'aperitiu a l'eixir de la feina, i veure els amics o familiars uns minuts abans de dinar. Per això, junt amb el fet que en pocs minuts es congrega en un xicotet espai una gran multitud de gent, passejant i amb tots els mitjans de transport, dona a la mascletada un ambient especial molt agradable.

## Història

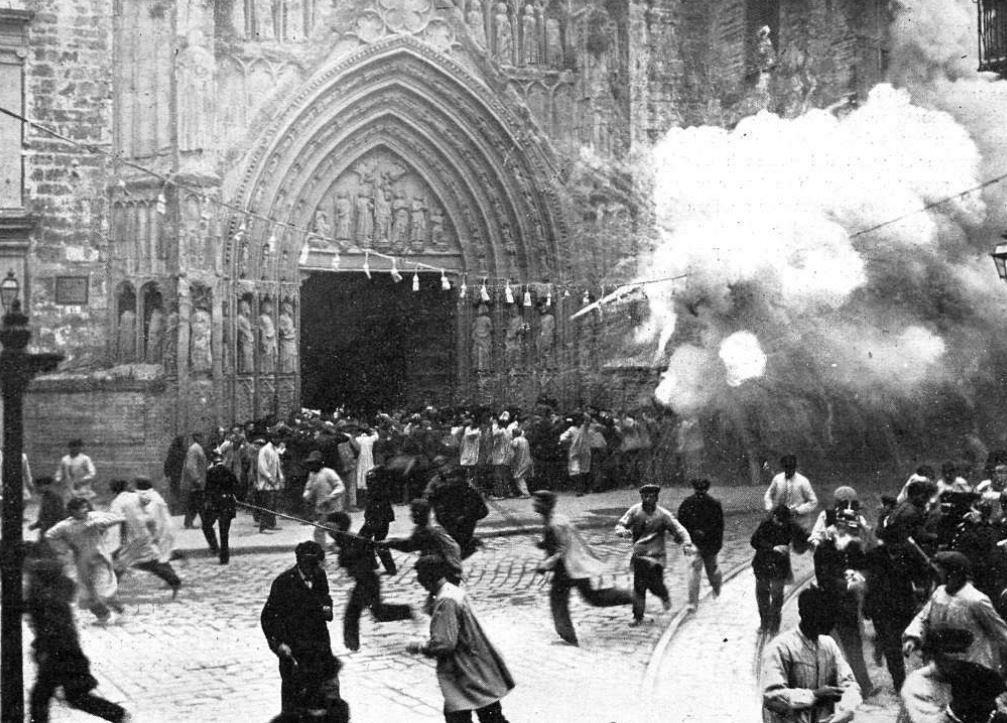
Mascletada davant de la Catedral de València (1911)

Preparació d'una mascletada

La mascletada és una evolució de la traca, que és un seguit de petards, units per una metxa, de caràcter més lineal, i de vegades molt llarga, que en algunes festes dona la volta a una vila.
La mascletada és una traca on els petards són ja masclets que no esclaten sobre la metxa, sinó que quan prenen cauen a terra, produint la peculiar vibració a terra.
Inicialment la mascletada es disparava el dia de Sant Josep, el 19 de març, a València com a culminació de les festes falleres. Posteriorment va anar ampliant-se experimentant una evolució cap a les 19 actuals, de l'1 al 19 de març.

### Mascletades famoses
Són especialment conegudes les que se celebren durant i abans de les Falles a la plaça de l'Ajuntament de València cada dia a les 2 de la vesprada de l'1 al 19 de març. Són les més espectaculars i es poden utilitzar 150 kg de pólvora en una sola sessió.
A Castelló de la Plana, se celebren durant les festes de la Madalena, a Alacant a la plaça dels Estels del 19 al 24 de juny, durant les Fogueres de Sant Joan. Des de fa uns anys també s'han instaurat durant les festes d'Agost d'Elx, on es fan al Passeig de l'estació amb una imatge única al voltant del Palmerar d'Elx.
També a València, des de fa uns anys es disparen mascletades de gran nivell el dia de Cap d'Any i el Nou d'Octubre (Diada Nacional del País Valencià). També el cap de setmana del dissabte abans de la Plantà, des de fa uns anys ve disparant-se una mascletada napolitana a la Platja de la Malva-rosa, que congrega a milers de persones.
En general també, moltes comissions falleres, entre el 15 i el 19 de març, dies centrals de les festes falleres, disparen la seua pròpia mascletada. Especialment emocionant és caminar pel centre de València el dia 19, quan van sentint-se mascletades més o menys lluny en totes direccions cada pocs minuts.
En general a totes les festes majors, falles, festes de moros i cristians, etc. del País Valencià mai fallen les mascletades.